# 풀리아 공작부인 올가
풀리아 공작부인 올가(그리스어: Όλγα της Ελλάδας, 1971년 11월 11일 ~ )는 그리스와 덴마크의 왕자 미하일과 작가 겸 예술가이자 그리스의 사업 거물 테오도르 카렐라의 딸인 마리나 카렐라의 차녀이다. 올가는 그녀의 2촌 조카 아이모네 디 사보이아아오스타 공작과 결혼했다.